# نيد فور سبيد: باي باك
نيد فور سبيد باي باك (بالإنجليزية: Need for Speed Payback)‏، هي لعبة فيديو إلكترونية أمريكية من نوع سباق السيارات، صدرت اللعبة في الأسواق بتاريخ 10 نوفمبر 2017م، وتعمل على منصات بلاي ستيشن 4 وإكس بوكس ون ومايكروسوفت ويندوز.